# Paniquita
Paniquita (Panikita), pleme ili grupa plemena hipotetske porodice paezan (nekad klasificirani porodici Barbacoan). Nastanjeni su u Kolumbiji na Cordilleri Central, između gornje Cauce i Magdalene (2°i 3° sjeverne širine), ostala njihova plemena žive između 5° pa na jug do Neive. 
Paniquite su bili gorki neprijatelji Chibcha, s kojima su graničili na zapadu i jugu i s kojima su nesrodni. Služili su se puhaljkama s malenim strelicama. Rani izvještaji o njima tvrde da su bili lovci na glave. 
Panikite Greenberg klasificira užoj grupi Páez a isto je učinio i Loukotka. Njihov jezik danas se smatra dijalektom jezika páez [pbb]